# P21
El término p21 se emplea para un gen humano localizado en el cromosoma 6 (ubicación 6p21.2), que codifica a un inhibidor de la cinasa dependiente de ciclina, el cual inhibe directamente la actividad de las enzimas de los complejos ciclina-CDK2 y ciclina-CDK4. La proteína codificada por el gen p21 se llama CDKN1A, por sus siglas en inglés cyclin-dependent kinase inhibitor 1A: inhibidor de la quinasa dependiente de ciclina 1A, es una proteína que funciona regulando el avance de la fase S del ciclo celular. La expresión de p21 es regulada por el gen supresor tumoral p53. Se han reportado la existencia de dos variantes de este gen que codifican proteínas idénticas.

## Cáncer
Las funciones del p21 se relacionan en parte a la respuesta celular al estrés. El gen p21 es el principal blanco transcripcional del gen de supresión tumoral p53, sin embargo, mutaciones sobre el p21 que hacen que pierda sus funciones no se ven acumuladas en el cáncer, a diferencia del p53, de modo que dichas mutaciones nos predisponen a la aparición del cáncer. De hecho, los ratones con ingeniería genética en los que les falta el p21, se desarrollan normalmente y no se ven susceptibles a una mayor incidencia de cáncer, de nuevo, a diferencia de lo que ocurre con el p53.

## Mecanismo de acción
El gen p21 codifica a una proteína que es inhibidora de una quinasa dependiente de ciclina, uniéndose e inhibiendo los complejos CDK2 y CDK4. Por ello, funciona como un regulador del progreso del ciclo celular a nivel de la fase G1. La expresión de este gen se ve íntimamente controlada por el gen supresor tumoral p53, por lo que el control del ciclo celular en G1 es dependiente de p53 y es la forma en que la célula detiene el ciclo celular como respuesta a un estímulo estresante. La proteína codificada por el gen, el CDKN1A es capaz de interactuar con el antígeno nuclear de una célula proliferante (PCNA), un factor accesorio del ADN polimerasa, por lo que juega un papel crítico en la replicación del ADN y de la reparación de daños ocurridos en el ADN durante la fase S del ciclo celular. Esta proteína ha sido vinculada a la rutura por medio de activación de caspasas, lo que conlleva a una activación dramática de CDK2 y puede que sea clave en la ejecución de la apoptosis o muerte celular programada después de la activación de las caspasas.
El p21 es también mediador de la resistencia de las células hematopoyéticas a la infección por el virus VIH, al formar un complejo con la integrasa, una enzima del virus, haciendo que aborte su integración cromosómica del provirus.